# Horne, Fåborg-Midtfyns kommun
Horne är en tätort i Fåborg-Midtfyns kommun i Region Syddanmark i Danmark. Tätorten har 831 invånare (2024). Den ligger på Fyn, cirka 24,5 kilometer sydväst om Ringe.